# Kapitan Korsakov
Kapitan Korsakov is een Belgische rockband. De band is afkomstig uit Gent en werd in 2006 opgericht als eenmansproject door zanger/gitarist Pieter-Paul Devos. In 2007 kwamen ook bassist Pieter Van Mullem en drummer Jonas Van Den Bossche bij de band. In 2013 werd Van Den Bossche vervangen door Bert Minnaert.
Kapitan Korsakov speelt een vorm van rock, die schippert tussen noise en melodie, waarbij met name alternatieve gitaarstemmingen en veelvuldig gebruik van effecten op zang, gitaar en bas bepalend zijn voor het geluid.
Op 13 oktober 2009 verscheen hun debuutalbum, Well Hunger. De nummers "When We Were Hookers" en "Sylvie" werden als single uitgegeven.
Op 27 januari 2012 kwam hun tweede album, Stuff & Such uit, met "Cancer" als eerste single. Deze plaat klinkt, in tegenstelling tot Well Hunger, dat vooral opviel in zijn compromisloze rauwheid, stukken eclectischer.
Later dat jaar werd ook het 9 minuten durende "In the Shade of the Sun" als single uitgebracht.
Na een rustpauze en focus op andere band Raketkanon, trad Pieter-Paul en band voor het eerst weer terug op het Gentse festival Glimps in december 2015. Nadien volgde in zomer 2016 optredens op Rock Herk en Leffingeleuren en de aankondiging van de derde plaat, Physical Violence Is The Least Of My Priorities die uitkwam op 4 november 2016. 
Naast vele Belgische clubshows en festivals heeft de band ook al verscheiden tours in Europa en Het Verenigd Koninkrijk achter de rug.

## Discografie

### Albums
| Album met hitnotering(en) in de Vlaamse Ultratop 200 albums | Datum van verschijnen | Datum van binnenkomst | Hoogste positie | Aantal weken | Opmerkingen |
| ----------------------------------------------------------- | --------------------- | --------------------- | --------------- | ------------ | ----------- |
| Well Hunger                                                 | 2009                  | -                     |                 |              |             |
| Stuff & Such                                                | 2012                  | 04-02-2012            | 63              | 4            |             |
| Physical Violence Is The Least Of My Priorities             | 2016                  |                       |                 |              |             |